# Bathippus macilentus
Bathippus macilentus är en spindelart som beskrevs av Tord Tamerlan Teodor Thorell 1890. Bathippus macilentus ingår i släktet Bathippus och familjen hoppspindlar. Inga underarter finns listade.